# Jan Nálevka
Jan Nálevka (31. května 1856 Vřesník – 7. června 1945 Turnov) byl český spisovatel a básník, psal pod pseudonymem Jan Vřesnický.
Působil jako učitel od roku 1884 v obci Bzí u Železného Brodu, a v letech 1897–1917 jako řídící učitel v obci Líšný u Malé Skály. Býval označován za posledního národního obrozence.

## Výběr z díla
- Podkrkonošské povídky (povídky z Podkrkonoší). V tomto díle píše o životě obyvatel své rodné obce Vřesník, o skutečných událostech s pravými jmény obyvatel, dílo je proto považováno jako malá kronika obce.
- Ve vysokých horách (obrázky z lidu v Podkrkonoší)
- Zmařený život (román)